# Antonio Pineda de las Infantas
Antonio Pineda de las Infantas y Castillejo (n. 1868) fue un político y aristócrata español.

## Biografía
Nacido en 1868, llegó a ostentar el título nobiliario de conde de las Infantas.
Adscrito al Partido Conservador, fue concejal del Ayuntamiento de Córdoba. Ejerció como alcalde en varias ocasiones: entre 1903 y 1904, y nuevamente entre 1907 y 1909. Durante estos años también desempeñó otros cargos, como diputado provincial, presidente de la Diputación de Córdoba o presidente del Círculo Conservador de Córdoba. 
En julio de 1919 fue nombrado gobernador civil de la provincia de Castellón, labor que desarrolló hasta enero de 1920 —cuando fue sustituido por su paisano Salvador Muñoz Pérez—. El 8 de noviembre de 1923, poco después de producirse el golpe de Estado de Primo de Rivera, la corporación municipal cordobesa en votación extraordinaria lo eligió alcalde de la ciudad. Desempeñaría este puesto hasta comienzos de 1924, cuando fue sustituido por José Cruz-Conde.
Además de sus cargos públicos, también llegó a desempeñar el cargo de presidente de la Real Sociedad Hípica Cordobesa.